# Quyết Thắng, Hữu Lũng
Quyết Thắng là một xã thuộc huyện Hữu Lũng, tỉnh Lạng Sơn, Việt Nam.
Xã Quyết Thắng có diện tích 28,36 km², dân số năm 1999 là 3.977 người, mật độ dân số đạt 140 người/km².
Theo thống kê năm 2019, xã Quyết Thắng có diện tích 28,36 km², dân số là 4.036 người, mật độ dân số đạt 142 người/km².